# Sebastian Köber
Sebastian Köber (* 28. Mai 1979 in Frankfurt (Oder)) ist ein ehemaliger deutscher Boxer.

## Amateurkarriere
Sebastian Köber wurde von Karl-Heinz Krüger und Bundestrainer Helmut Ranze trainiert. Er galt schon früh als talentierter Techniker und konnte 1996 und 1997 Deutscher Juniorenmeister werden, war Viertelfinalist der Junioren-Weltmeisterschaft 1996 in Havanna und gewann darüber hinaus im Juni 1997 im Schwergewicht die Junioren-Europameisterschaft in Birmingham.
1998 wurde er Deutscher Vizemeister im Schwergewicht und konnte im April 1999 mit einem Finalsieg gegen Jaroslavas Jakšto das International Tournament in Kaunas gewinnen. Im September 1999 konnte er zudem das Finale beim Feliks Stamm Tournament in Warschau und im November 1999 ebenfalls das Finale beim Golden Belt Tournament in Bukarest erreichen, wobei er in beiden Finalkämpfen gegen Wojciech Bartnik unterlegen war. Einen seiner Siege erzielte er gegen Giacobbe Fragomeni.
Mit diesen Erfolgen hatte er sich überraschend für die Olympischen Sommerspiele 2000 in Sydney qualifiziert, wo er mit Siegen gegen Mahamed Aryphadschyjeu und Mark Simmons das Halbfinale erreichte und dort gegen Félix Savón mit einer Bronzemedaille im Schwergewicht ausschied. Es handelte sich dabei um die einzige Medaille eines deutschen Boxers bei diesen Spielen.
Bei der Europameisterschaft 2000 in Tampere verlor er in der Vorrunde gegen den späteren Goldmedaillengewinner Jackson Chanet und bei der Weltmeisterschaft 2001 in Belfast im Viertelfinale gegen den späteren Silbermedaillengewinner David Haye. Zudem gewann er 2001 erstmals den Chemiepokal in Halle (Saale) mit Siegen gegen Odlanier Solís, Alexander Powernow und Alexander Powetkin. Anschließend wechselte er vom Schwer- in das Superschwergewicht.
2002 wurde er Deutscher Vizemeister, gewann nach einer Halbfinalniederlage gegen Alexander Powetkin eine Bronzemedaille bei der Europameisterschaft in Perm und mit einem Finalsieg gegen Roberto Cammarelle die Goldmedaille bei der Militär-Weltmeisterschaft der CISM in Irland.
2003 wurde er schließlich Deutscher Meister und bezwang dabei im Finale Vitali Boot, zudem gewann er Silber beim Chemiepokal; nach einem Halbfinal-Sieg gegen Alexei Lesin, war er im Finale gegen Roberto Cammarelle unterlegen. Bei der Weltmeisterschaft 2003 in Bangkok setzte er sich gegen Muchtarchan Dildäbekow und Jaroslavas Jakšto durch und schied erst im Halbfinale mit einer Bronzemedaille gegen Pedro Carrión aus.
2004 unterlag er in der Vorrunde der Europameisterschaft in Pula gegen Roberto Cammarelle, gewann jedoch das Olympia-Qualifikationsturnier in Plowdiw mit Siegen gegen Nikola Vujasinović, Artur Marabian, Mariusz Wach und Aleksander Apanasionok. Er konnte daraufhin an den Olympischen Sommerspielen 2004 in Athen teilnehmen, verlor jedoch diesmal im Achtelfinale gegen Muchtarchan Dildäbekow.
2005 wurde er Deutscher Vizemeister und gewann jeweils Bronze beim Chemiepokal und beim Grand Prix in Ústí nad Labem, wobei ihm auch ein Sieg gegen Kubrat Pulew gelungen war. Seine Niederlagen erlitt er gegen Jaroslavas Jakšto bzw. Michel López. Sein letzter großer Erfolg war der Gewinn der Militär-Weltmeisterschaft der CISM 2005 in Pretoria, wobei er auch einen Sieg gegen Jaroslavas Jakšto verbuchen konnte. Er beendete daraufhin noch im selben Jahr, nach insgesamt rund 180 Kämpfen, seine Amateurkarriere.

## Profikarriere
Köber stand beim Hamburger Boxstall Universum Box-Promotion und später beim Schwesterstall Spotlight Boxing unter Vertrag, sein Trainer war Valentin Silaghi. Er gewann 19 Kämpfe zwischen April 2006 und Oktober 2009; seinen wohl bedeutendsten Sieg errang er am 5. Dezember 2008 gegen den ebenfalls ungeschlagenen Dieter Roth, wodurch er Deutscher Interims-Meister im Schwergewicht wurde. 
Im Januar 2010 unterlag er dann nach Punkten gegen den US-Amerikaner Zack Page und in seinem nächsten Kampf im Mai 2010 ebenfalls nach Punkten gegen Markus Tomala, den er bei einer Titelverteidigung im Oktober 2009 noch besiegt hatte. Im Anschluss beendete er seine Karriere und begründete diesen Schritt mit einer allgemeinen Perspektivlosigkeit und sportlichen Rückschlägen.

## Sonstiges
Der Sportschul-Abiturient war Mitglied der Sportfördergruppe der Bundeswehr und erreichte den Dienstgrad Stabsunteroffizier. Parallel studierte er Betriebs- und Volkswirtschaft sowie Rechnungswesen und Controlling an der Fernuniversität in Hagen. Nach Abschluss einer Lehre zum Bankkaufmann arbeitete er zwischen 2010 und 2018 bei der Sparkasse Oder-Spree. Seit 2019 ist er als Diplom-Kaufmann Leiter des Bereichs Liquiditätsteuerung und Bürgschaften der Bonava Deutschland mit Sitz in Fürstenwalde/Spree. 
Er ist verheiratet und Vater von zwei Kindern. Sein Vater und sein jüngerer Bruder Stefan Köber waren ebenfalls Boxer.